# Innset
Innset est une localité du comté de Troms, en Norvège.

## Géographie
Administrativement, Innset fait partie de la kommune de Bardu.